# Roger Milhau
Roger Milhau (Istres, 29 marzo 1955) è un mezzofondista francese specializzato negli 800 metri piani.

## Biografia
Nel 1977 partecipò ai campionati europei di atletica leggera indoor di San Sebastián, concludendo la gara con una eliminazione nelle batterie di qualificazione. L'anno dopo fu medaglia di bronzo sugli 800 metri piani ai campionati europei indoor di Milano, mentre agli europei outdoor di Praga si fermò alle semifinali.
Nel 1980 si laureò campione europeo ai campionati europei indoor di Sindelfingen e prese parte ai Giochi olimpici di Mosca, dove però non superò e semifinali. Il suo ultimo campionato europeo risale al 1982, quando agli indoor di Milano chiuse la gara con l'eliminazione in batteria di qualificazione.

## Palmarès
| Anno | Manifestazione  | Sede          | Evento          | Risultato  | Prestazione | Note                          |
| ---- | --------------- | ------------- | --------------- | ---------- | ----------- | ----------------------------- |
| 1977 | Europei indoor  | San Sebastián | 800 metri piani | Batteria   | 1'54"8      |                               |
| 1978 | Europei indoor  | Milano        | 800 metri piani | Bronzo     | 1'47"8      | Miglior prestazione personale |
| 1978 | Europei         | Praga         | 800 metri piani | Semifinale | 1'48"9      |                               |
| 1980 | Europei indoor  | Sindelfingen  | 800 metri piani | Oro        | 1'50"2      |                               |
| 1980 | Giochi olimpici | Mosca         | 800 metri piani | Semifinale | 1'48"05     |                               |
| 1982 | Europei indoor  | Milano        | 800 metri piani | Batteria   | 1'51"00     |                               |

## Campionati nazionali
- 3 volte campione francese assoluto degli 800 metri piani (1978, 1979, 1980)
- 3 volte campione francese assoluto degli 800 metri piani indoor (1978, 1979, 1982)

## Altre competizioni internazionali
1979
- 5º all'Athletissima ( Losanna, 18 luglio 1979), 800 metri piani - 1'47"63